# Phyllocnistis psychina
Phyllocnistis psychina är en fjärilsart som beskrevs av Edward Meyrick 1906. Phyllocnistis psychina ingår i släktet Phyllocnistis och familjen styltmalar. Inga underarter finns listade i Catalogue of Life.